# 早乙女玄馬
早乙女 玄馬（さおとめ げんま）は、高橋留美子の漫画作品『らんま1/2』、及びその派生作品に登場する架空の人物。

## 概要
本作品の主人公・早乙女乱馬の父親であり早乙女のどかの夫。実戦格闘技『無差別格闘早乙女流』開祖。息子とともに呪泉郷で修行中、熊猫溺泉に落ちてしまい、水をかぶるとパンダになり、湯をかぶると元に戻る体質になった。
パンダになる体質を治したいと思っているが、実際にはパンダの状態で過ごしていることが多い。また、パンダの状態では言葉を喋ることができないため、会話をするときには話したい内容を書いた手作りのプラカードを使っている。
作中において呪泉郷に起源をもつ変身体質の持ち主は元の姿に戻る際「変身時に身に着けた衣装のまま」だったり、全裸になることがままあるが、玄馬の場合なにごとも無かったかのように道着姿に戻っている。

## 人物
近視で紐弦の眼鏡をかけている。髪の毛がないことを気にしており、頭には常に手拭いを巻いている。
乱馬が幼少の頃、乱馬を格闘家にするために男手一つで乱馬を育てる決心をする。その際、妻・のどかに「乱馬が男の中の男に育たなければ、父子揃って切腹する」という誓いを立てた。しかし、修行の旅で訪れた呪泉郷で、乱馬を娘溺泉に落としてしまい、乱馬は半分女という特異体質にしてしまう。そして帰国後、切腹から逃れるため、父子揃って天道家に居候することになる。
かつて八宝斎のもとで修行しており、天道早雲とは修行時代からの親友。早雲とはお互いの子供を結婚させる約束（許嫁）をしている。八宝斎のことは「お師匠様」と呼んでいるが、内心では快く思っていない様子。しかし、八宝斎が死にかけた時には早雲と共に女装してまで看病したり、若返りの妙薬を回収するなど根は慕っている。
性格はちゃらんぽらんで、後先を考えずに約束を繰り返し、それがトラブルの原因になることが多い。食べ物に目がなく、金銭にがめつい。既に早雲との間に「互いの子供を結婚させる」という許嫁の約束をしていたにもかかわらず、持参金代わりの屋台に目が眩んで久遠寺右京を乱馬の許婚にしてしまった一件は、その端的な例と言える。自分に都合の悪いことがあると、パンダに変身してやり過ごそうとする癖がある。
天道家に居候してからは一時期は小乃整骨院でアルバイトをしている描写はあったが、肝心の修行をほとんどせず自堕落な生活をするようになり、そのせいで物語中盤では乱馬に一撃で蹴散らされるほど弱体化してしまう。これを憂いて独自に修行を積み、乱馬と一晩中戦ったことで「勘が戻った」と発言している。一方、シリアスな場面では「技は用いる人の心次第」と乱馬に的を射たアドバイスを送り「親父も時には良い事言うじゃねえか」と感心させたり、海千拳を伝授する際には稽古とはいえ乱馬を一瞬のうちに気絶させるほどの勝利をして周囲を驚かす実力を持っている。
妻・のどかが玄馬、乱馬の父子が天道家に居候をしていることを聞き、初めて天道家を訪れた際には父子共々変身して辛うじて2人の特異体質を明かさずに済む。その後も何度か訪れるがその度に変身して特異体質を明かさずに済んでいたが、早乙女家の墓所を墓参した時に初めて変身する前の人間の姿でのどかと再会する。再会後、乱馬も変身前の男の姿でのどかと再会したが直後に3人揃って海に転落。ここで初めて2人の特異体質を明かすことになるが、乱馬が女に変身した後も男らしい行動をとっていたため切腹を免れることができた。その後、親子3人で天道家を離れ自宅へ戻るが久遠寺右京、シャンプー、九能小太刀の3人に自宅を破壊されてしまったため再度天道家に親子3人で居候することになる。
のどかとは新婚旅行の時に温泉郷の木に相合傘のいたずら書きを残していたり、冬の山籠もりの時に玄馬と乱馬に名前入りのドテラを縫ってもらっていたりと夫婦仲は良いが、のどかが天道家を訪れてからは、乱馬との再会を強く望むあまりに玄馬を見ないことがあるため乱馬に嫉妬することがある。

## 無差別格闘早乙女流
八宝斎を始祖とする実戦型格闘技で、玄馬が継承し発展させた流派。流派の理念は「走・考・攻」（走ってから、考え、攻める）であり、また勝つためには手段を選ばない、と言うより熟考することなく動き、その場をしのぐためなら後先も考えず恥も外聞も捨てるという、玄馬の生き方そのものなろくでもない流派であり、単なる逃走や土下座さえもが技の一環とみなされ、大げさな技名が付されている。
手数で勝負する技が多いのが特徴。また対空戦に長けており、乱馬は「空中戦は早乙女流の十八番」と発言している。
地獄のゆりかご（じごくのゆりかご）
玄馬がパンダ姿で1週間特訓して編み出した、対乱馬専用の必殺技。パンダがタイヤを抱くがごとく相手を抱き込んで丸まり、身体を前後にゆすりながら頬擦りをする、単なる嫌がらせ技。
暑苦しいまでの父の愛情と、1週間ほったらかしの無精ヒゲが相まって、乱馬に絶大な精神的ダメージを与えた。
畳返し（たたみがえし）
勢いよく畳を返し、相手の視界を封じるまでは通常の畳返しと同じだが、早乙女流の場合は返した畳を背負い、敵を畳の上におびき寄せた上で反撃する。また、返した畳を背負わず相手ごと即座に踏み潰すこともある。
俎上の鯉（そじょうのこい）
俎の上の鯉よろしく、窮地に立たされても毅然とした態度で、我が身を相手の成すがままにするという覚悟を表した構え。
玄馬いわく「早乙女流では、この構えを取る相手に対して攻撃を加えないことになっている」が、単に謝罪を拒否する開き直りであり、当然鉄拳制裁を加えられた。
敵前大逆走（てきぜんだいぎゃくそう）
相手から逃走しつつ、その間に反撃方法を考える。
早乙女流必殺奥義 猛虎爆砕拳（さおとめりゅうひっさつおうぎ もうこばくさいけん）
玄馬と早雲が喧嘩の末に行った決闘で玄馬が披露した技。実際はただのパンチで、早雲には軽々と避けられた。
早乙女流必殺奥義 撃滅破局拳 竜虎大爆裂（さおとめりゅうひっさつおうぎ げきめつはきょくけん りゅうこだいばくれつ）
玄馬と早雲が喧嘩の末に行った決闘で本気を出した玄馬が披露しようとした技。技を繰り出す直前に天道かすみの一言で2人が仲直りしたため、技の詳細は不明だが、乱馬の反応を見る限り、かなりの大技であることが窺える。
猛虎落地勢（もうこらくちせい）
高地から落下し、痛がって頭を伏す虎を見て思いついた、単なる土下座。しかし、勝利より謝罪が必要な状況では意外に使える技である。
蛙轢死態（かえるれきしたい）
猛虎落地勢の派生技。轢き潰された蛙のごとき土下座から、油断している相手を攻撃する。
狼牙襲背態（ろうがしゅうはいたい）
敵の注意を自分から逸らし、背後から攻撃する。
猛虎一撃態（もうこいちげきたい）
敵の注意を地面に逸らし、上方から攻撃する。
魔犬慟哭破（まけんどうこくは）
敵から遠ざかり罵声を浴びせかける。乱馬曰く「負け犬の遠吠え」。
胸囲掌握鷹爪拳（きょういしょうあくたかづめけん）
女性の胸を後ろから掴むことで相手を驚かせ、一時的に動きを止めるセクハラ技。
￥（かねくれ）
金銭を要求する。
横暴おやじの術（おうぼうおやじのじゅつ）
単なるちゃぶ台返し。
空蝉の法（うつせみのほう）
元々は八宝斎の究極奥義。八宝斎は完全に透明になることができるが、玄馬は超速で地面に潜ったり隠れたりすることで姿を消す。
猛虎高飛車（もうこたかびしゃ）
もともとは乱馬の技だがゲーム『朱猫団的秘法』において使用する。ただし攻撃技ではなく、相手の攻撃を自分に向けさせるという技。実写版では普通に使用する。

### 山千拳と海千拳
玄馬が編み出した拳法。早乙女流の「邪拳」として玄馬によって封印されていたが、独力で山千拳を習得した公紋竜が登場したことを受け、その脅威に対抗すべく、玄馬により海千拳が乱馬に継承された。この2つの拳法の根本は、実は強盗・コソ泥によって金を得る犯罪の心得を示したものであるが、同時に早雲から「拳法の真理」と言われる程に優れた技でもある。早雲は人体を「家」に見立てた拳法と思っていたが、結局は犯罪そのものな邪拳であり、乱馬によって玄馬ともども封印された。
山千拳（やませんけん）
鍛え上げられた筋力と体力で「一撃必殺」を主体とした技を揃える『剛の拳』。その正体は、強引に門をこじ開けて事に及ぶ強盗の心得。
- 猛虎開門破（もうこかいもんは）

家屋の門戸を破壊して侵入する動作を攻撃に置き換えた技。大声を発して相手をひるませ、その間に防御をこじ開けて攻撃を打ち込む。
- 毒蛇探穴掌（どくじゃたんけつしょう）

入れ物を壊して中の金品を奪う動作を攻撃に置き換えた技。相手の防御の隙をついて鋭い突きを打ち込む。
- 金絲緊縛翔（きんしきんばくしょう）

家人を縛り上げる、または金品の荷造りをする動作を攻撃に置き換えた技。縄を相手に巻き付けて動きを封じる他、首を絞めることも可能。
- 迎門鉄扇指（げいもんてっせんし）

家人を気絶させる、または家具を破壊する動作を攻撃に置き換えた技。金絲緊縛翔の連携技で、向かってきた相手にカウンターで平突きを打ち込む。
- 懐中宝珠殺（かいちゅうほうじゅさつ）

家屋の柱を壊す動作を攻撃に置き換えた技。相手を抱き込み、強烈な腕力で敵を締め上げる。
- 鬼神来襲弾（きしんらいしゅうだん）

山千拳究極奥義。戸板をぶち開ける動作を攻撃に置き換えた技。空気をこじ開けて真空の渦を作り出し、そこから発生した鎌鼬で敵を切り刻む。仏像を破壊するほどの威力がある。
- 鬼神群大乱舞（きしんぐんだいらんぶ）

山千拳究極奥義。証拠隠滅のために押し入った家屋を破壊する動作を攻撃に置き換えた技。回転しながら全方位に鬼神来襲弾を放ち、周囲を無差別に破壊する。
海千拳（うみせんけん）
気配を消すことと不意を突くことで「攻防一体」を主体とした技を揃える『柔の拳』。その正体は、気配を消して事に及ぶコソ泥の心得。
- 白蛇吐信掌（はくだとしんしょう）

タンスから素早く物を盗む動作を攻撃に置き換えた技。素早く相手の背後に回り込んで連打を打ち込む。
- 支柱落地勢（しちゅうらくちせい）

逃走経路の確保のために床板を外す動作を攻撃に置き換えた技。両手で敵の足を払い、敵の体勢を崩すと同時に股の間から敵の背後を取る。
- 護身流星布（ごしんりゅうせいふ）

盗品を風呂敷に包む動作を攻撃に置き換えた技。相手に風呂敷を巻き付けて敵の気をそらす。
- 鯉魚翻身（りぎょほんしん）

家人や警備員に捕まった時に逃げる動作を攻撃に置き換えた技。護身流星布の派生技で、捕まえられた相手から魚のように身を翻して背後を取る。
- 背山倒海態（はいざんとうかいたい）

盗品を風呂敷に包み、背負って逃げる動作を攻撃に置き換えた技。護身流星布の派生技で、相手の首に風呂敷を巻きつけて背負うようにして締め上げる。
- 鎧戸裂牙断（がいとれつがだん）

手が放せない時に不測の事態が発生したときの動作を攻撃に置き換えた技。窮地の際に相手の繰り出す攻撃に噛み付く。
- 大風呂敷護身大流星布（おおぶろしきごしんだいりゅうせいふ）

護身流星布の発展技。大きな風呂敷を用いた護身流星布。
- 夜叉探海包（やしゃたんかいほう）

海千拳究極奥義。周りの物を全て盗む動作を攻撃に置き換えた技。鬼神来襲弾の真空の力を盗んだ技であり、気配を隠して動き回りながら大風呂敷護身大流星布の中に周囲の物質を詰め、さらに敵の周囲の地面をゆるめておき、敵が放った鬼神来襲弾を大風呂敷で受け止める。すると押された真空が周囲の空気を吸い上げ、同時にゆるんだ地面も巻き上がって敵を埋めてしまう。

## キャスト
担当声優
- 緒方賢一 - テレビアニメ（1989年版）および関連作品
- チョー - テレビアニメ（2024年版）

担当俳優
- 古田新太 - テレビドラマ

## その他
- 玄馬役の緒方曰く、初期の頃に演じていたパンダの声は自分で思いついたものだが、言葉の不自由な人の物真似ととられる可能性から失礼と判断し、「アポ!」などという声で喋る演技に変わった。
- アニメ!アニメ!での「アニメに登場する“パンダキャラ”といえば?」と題した読者アンケートでは『しろくまカフェ』のパンダくんに次いで2位に選ばれた[6]。